# N Enam Aek Nabara
N Enam Aek Nabara is een bestuurslaag in het regentschap Labuhan Batu van de provincie Noord-Sumatra, Indonesië. N Enam Aek Nabara telt 1422 inwoners (volkstelling 2010).